# エル・アビオド・シディ・チェイク
エル・アビオド・シディ・チェイクは、アルジェリア・エル・バヤード県・エル・アビオド・シディ・チェイク郡の基礎自治体（バラディヤ）。郡の郡庁所在地で、人口は24.949人（2008年）。郵便番号は32300、市町村コードは3207。
この町は、アウラド・シディ・シェイク連合の拠点となっている。